# Рагби 15 репрезентација Канаде
Рагби јунион репрезентација Канаде је рагби јунион тим који представља Канаду у овом екипном спорту. Највећи успех канадски рагбисти су остварили 1991. када су играли четвртфинале светског првенства. Боје дреса Канаде су црвена и црна, а капитен репрезентације је Тајлер Ердрон. Онтарио је центар рагбија у Канади, највише утакмица за Канаду одиграо је Ел Черон - 76, највише есеја дао је Винстон Стенли - 24, а најбољи поентер је Џејмс Причард - 589 поена.

## Тренутни састав[3]
Реј Берквил
Ерон Карпентер
Беноит Пиферо
Хаберт Бајденс
Џејк Илницки
Ендру Тиендемен
Џејми Кадмур
Еван Олмстед
Нањак Дала
Кил Гилмур
Џон Мунлајт
Џеб Синклер
Тајлер Ердрон - капитен
Ричард Торп
Фил Мек
Џејми Макензи
Нејтан Хирајама
Лиам Андервуд
Ник Блевинс
Конор Брејд
Конор Трејнор
Џеф Хеслер
Фил Макензи
Мет Еванс
Хери Џонс